# 김영무 (1891년)
김영무(金英武, 일본식 이름: 金田英武가네다 에이부, 1891년 10월 20일 ~ 1953년 5월 30일)는 일제강점기의 관료로, 호는 지산(芝山), 본적은 전라북도 순창군 순창면이다. 다른 이름으로 김대희(金大熙)가 있다.

## 생애
1911년 4월부터 1913년 3월까지 일본 니혼 대학 법률과에 재학했으며 1913년 3월부터 1914년까지 메이지 대학 법과에 재학했다. 1916년 11월부터 1918년 11월까지 광주지방법원 순천지청에서 서기 겸 통역생으로 재직했다. 1920년 3월 전라북도 순창공립보통학교 학무위원으로 임명되었으며 같은 해 6월 순창청년회 회장으로 선임되었다. 1920년 12월 20일과 1924년 4월 1일 전라북도 민선 도평의회원으로 선출되었으며 1924년 4월 27일부터 1927년 4월 26일까지 조선총독부 중추원 참의로 재직했다.
1925년 10월 동아일보 순창지국 고문으로 선임되었으며 1927년 호남은행(湖南銀行)주식회사 이사로 선임되었다. 1928년 11월 16일 일본 정부로부터 쇼와 대례 기념장을 받았으며 1933년 조선나예방협회(朝鮮癩豫防協會) 감사로 선임되었다. 1934년 5월부터 1938년 3월까지 전라북도 농회 부회장을 역임했으며 1934년 10월 전라북도 순창군 소작위원으로 선임되었다.
1935년 조선총독부 시정 25주년 기념표창과 은배를 받았으며 선광상사(鮮光商事)주식회사(1935년), 공화자동차운수(共和自動車運輸)주식회사 감사, 조선지업(朝鮮紙業)주식회사의 감사(1937년)를 역임했다. 1933년 5월 11일과 1937년 5월 11일 전라북도 관선 도회의원으로 선출되었으며 1937년 6월 7일 전라북도 순창군 가뭄 구제비로 1,000원을 기부한 대가로 일본 정부로부터 포장(褒章)을 받았다.
1938년 조선농회 전라북도 통상위원을 역임했으며 1941년 국민총력조선연맹 이사, 흥아보국단 전라북도 준비위원, 조선임전보국단 발기인 및 이사를 역임했다. 1942년 5월 1일 순창공농어업1갑(5녅5 1년) 열설제했감.사 1943년적10월영1일멸부의선10월전3일선까직자회( 징兵制施行感謝敵米英擊滅決意宣揚全鮮公職者大會) 실행위원 및 특별위원으로 활동했다. 친일파 708인 명단의 중추원 부문, 민족문제연구소의 친일인명사전 수록자 명단의 관료 부문, 친일반민족행위진상규명위원회가 발표한 친일반민족행위 705인 명단에 포함되었다.

## 참고자료
- 친일반민족행위진상규명위원회 (2009). 〈김영무〉. 《친일반민족행위진상규명 보고서 Ⅳ-3》. 서울. 392~407쪽.
- https://www.opsc.kr/news/articleView.html?idxno=2428